# Kärnten (Slowenien)
Als Slowenisches Kärnten oder Slovenska Koroška (slowenisch Koroška für Kärnten) werden Landesteile des ehemaligen Kronlandes Kärnten bezeichnet, die seit 1918 zu Jugoslawien bzw. Slowenien gehören.

Koroška (3) als eine der fünf historischen Regionen Sloweniens.

## Slowenische Teile des ehemaligen Kronlandes Kärnten (Slovenska Koroška)
Als Landesteil Koroška oder Slovenska Koroška der Republik Slowenien bezeichnet man jene Teile des einstigen Herzogtums Kärnten, die nach dem Zusammenbruch der österreich-ungarischen Monarchie am Ende des Ersten Weltkrieges durch den Vertrag von Saint-Germain ohne Volksabstimmung an den SHS-Staat gefallen waren.
Es handelt sich dabei um zwei geographisch getrennte Gebiete (auf der Karte gelb):
- das Drautal flussabwärts von der Staatsgrenze zwischen Slowenien und Österreich bis einschließlich Dravograd (Unterdrauburg) sowie das dort einmündende Mießtal,
- das Jezersko (Seeland), das sich oberhalb von Kranj (Krainburg) befindet.

Das Bewusstsein der Region Slowenisch-Kärnten (Koroška) und die Erweiterung einiger Teile der ehemaligen Untersteiermark wird mit den historischen Erkenntnissen auf das Fürstentum Karantanien legitimiert. Karantanien soll sich bis ins Gebiet der ehemaligen Untersteiermark erstreckt haben, eine Annahme, die 2003 durch die Entdeckung von Mauerresten des ältesten Kirchenbaus aus karolingischer Zeit auf vermutlich karantanischem Gebiet im Bereich der Georgskirche von Legen (Slovenj Gradec)/Lechen (Windischgrätz), jetzt einem Ortsteil von Windischgrätz/Slovenj Gradec, erhärtet wird. Die slowenische Untersteiermark bis ins Savetal, dürfte ebenfalls dazu gehört haben. Der Historiker Herwig Wolfram nimmt an, dass die Karantanen auf mehr als 35 % des heute österreichischen und etwa 10 bis 15 % des slowenischen Staatsgebietes ihre frühmittelalterliche Staatlichkeit entwickelten.
In Bewusstsein, Brauchtum und Mundart der Bewohner ist die historische Teilung des slowenischen Sprachraumes nach wie vor tief verankert, noch verstärkt durch die nach dem Ende des Zweiten Weltkriegs erfolgte Umbenennung der Orte Guštanj (Gutenstein) und Črna (Schwarzenbach) in Ravne na Koroškem bzw. Črna na Koroškem („in Kärnten“).
Im Zuge der Expansion des Dritten Reiches im Zweiten Weltkrieg kamen alle zur heutigen statistischen Region Koroška gehörigen Gebiete vom April 1941 bis Kriegsende unter deutsche Zivilverwaltung. Der Anschluss dieser Gebiete erfolgte je nach ihrer früheren Zugehörigkeit an die Gaue Kärnten bzw. Steiermark. Die beiden Länder waren dadurch im Zweiten Weltkrieg unter der Bezeichnung „Gau“ in den Kronlandgrenzen von vor 1918 wieder erstanden.

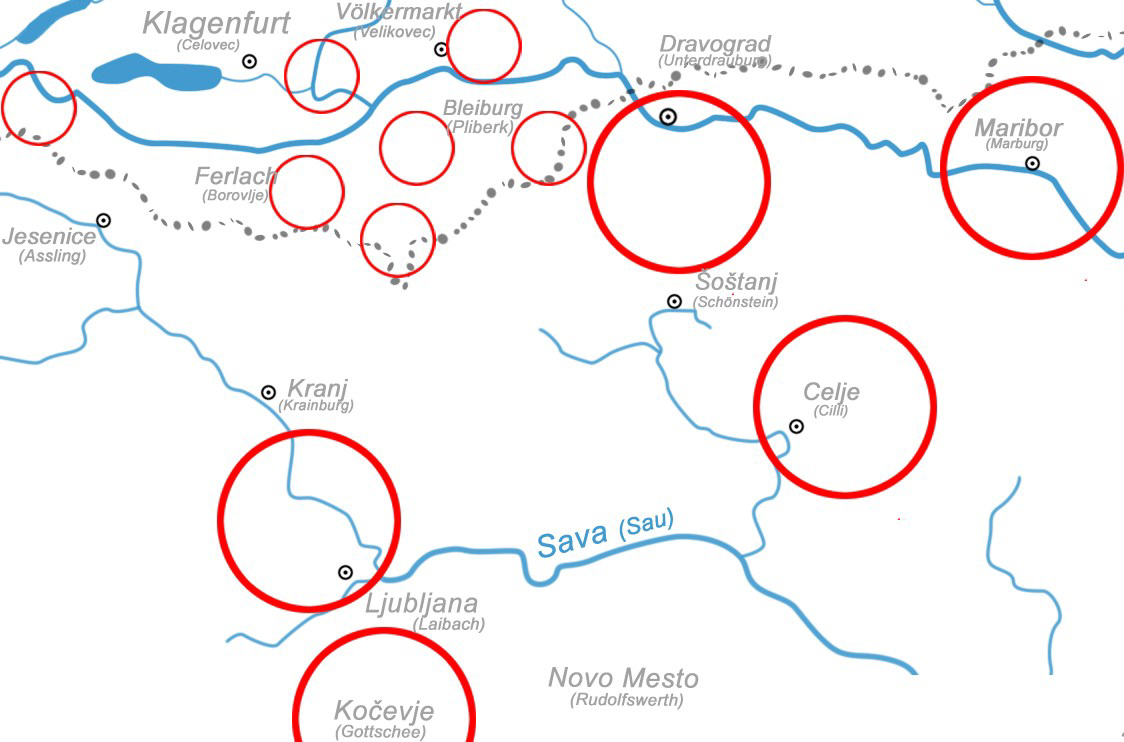
Epizentren, an denen im Mai und Juni 1945 Massentötungen stattfanden

Auf dem Gebiet der heutigen Koroška wurden zwischen Mai und August 1945 im Rahmen der kommunistischen Partisanenjustiz rund 15.000 Menschen ermordet. Die größten Sammel- und Massengräber wurden in Holmec (200 Tote), Poljana, Dravograd (200 Tote), und in der Massengrabstätte Liescha (rund 800) aufgefunden. Mit großer Sicherheit liegen in dem Massengrab Liescha (Leše) an die 60 Österreicher neben den vermeintlichen slowenischen Kollaborateuren und kroatische Flüchtlinge (Domobranzen und Ustascha), die bereits tot aus dem gesamten Miestal (Mežiška dolina) dorthin gebracht wurden, ebenso wie die Opfer des Massakers von Bleiburg. In der slowenischen Koroska gibt es verstreut in Wäldern zahlreiche nicht exhumierte Einzelgräber. Die genaue Anzahl der getöteten Altösterreicher ist nicht bekannt. Das größte Massengrab ist in Žančani bei Slovenj Gradec (Windischgrätz).
Ab 1945 waren die Gebiete der heutigen slowenischen Region Koroška wieder Teil Jugoslawiens und gehören nunmehr zu Slowenien, das 1991 unabhängig wurde. Zum EU-Beitritt 2004 wurde für die gemeinsamen statistischen Zwecke die Koroška statistična regija (Statistikregion Koroška) geschaffen, die Richtung Süden und in sich zusammenhängend auch Teile der historischen Untersteiermark umfasst.
Die Region umfasst drei Täler – das Mieß-, Mislinja- und Drautal in Slowenien und drei Gebirge – Pohorje, Karawanken und Savinjer Alpen.